# Ruzi Ying
Liu Ying, conocido como Ruzi Ying (chino: 孺子嬰; lit: "Infante Ying"; 5–25 d. C.), fue el último gobernante de la dinastía Han del periodo Han Occidental (西漢; 202 a. C.–9 d. C.). Historiográficamente es conocido como el último Emperador de dicha época, aunque nunca fue coronado como tal; únicamente tuvo el título de Príncipe heredero. En su breve "reinado", se suscitaron diversas rebeliones por toda China en contra de Wang Mang, quien tenía el verdadero poder del Imperio y terminó declarándose a sí mismo Emperador.

## Biografía
Liu Ying era hijo de Liu Xian (劉顯), y tataranieto del emperador Xuan. Tenía un año en el momento de su subida al trono. Como su predecesor, fue elegido por Wang Mang que más tarde le daría a una de sus nietas como esposa. Poco después de su elección, ocurrió una revuelta liderada por Liu Chong (劉崇), marqués de Anzhong. Los rebeldes se enfrentaron a las fuerzas imperiales en la capital de Chang'an, donde fueron aniquilados. Al año siguiente, otra rebelión estalló en el Imperio, esta vez bajo el liderazgo de Zhai Yi (翟義), gobernador de Dongjun. Los rebeldes proclamaron a Liu Xin (劉信) como nuevo emperador, pero estos fueron nuevamente derrotados.
Wang Mang le dio a Ying el epíteto de "Ruzi" (孺子), el mismo epíteto que tuvo el segundo rey de la Dinastía Zhou, Cheng de Zhou (1055–1021 a. C.), cuando este estaba en su minoría de edad y el gobierno fue administrado por el venerado Duque de Zhou, para afirmar que era tan fiel y devoto como dicho personaje. Utilizó al duque para justificar sus acciones, asegurando que cumplía su voluntad de exterminar al mal del mundo. Tras acabar con su última oposición, Wang Mang se proclamó Emperador de China y anunció el inicio de su propia dinastía: la Xin (新; "nueva"). En los años siguientes, Ruzi fue mantenido cautivo en su propio hogar, siendo completamente incapaz de salir al exterior. Se dice que estuvo tan aislado del mundo que, una vez liberado, no sabía ni los nombres de los animales más comunes.
En el año 24, tras la caída de Wang Mang y el ascenso del Liu Xuan como nuevo emperador Han, Ying fue capturado por los opositores Fang Wang y Gong Lin, quienes lo llevaron a Anding. A inicios del año 25 lo proclamaron nuevo emperador, con Fang Wang como Canciller Imperial y Gong Lin como Gran Mariscal. Sin embargo, fueron pronto asediados por las fuerzas de Xuan. Ying murió en el ataque.